# Spencer Grammer
Spencer Karen Grammer (Los Angeles, 9 ottobre 1983) è un'attrice e doppiatrice statunitense.
È nota soprattutto per aver interpretato Casey Cartwright nella serie televisiva Greek - La confraternita e per doppiare il personaggio di Summer Smith nella serie animata Rick and Morty.

## Biografia
Spencer, nata a Los Angeles in California, è figlia di Kelsey Grammer, noto attore di sitcom, protagonista delle serie Cin cin e Frasier. Ha 5 fratelli e sorelle, tra cui l'attrice e sorella minore Greer Grammer.
Ha sposato James Hesketh, vigile del fuoco, l'11 febbraio 2011. Nel marzo dello stesso anno, subito dopo la fine della serie di cui era protagonista, Greek - La confraternita, la Grammer annuncia di aspettare un figlio, nato poi il 10 ottobre 2011 col nome di Emmett Emmanuel Hesketh.

## Filmografia

### Attrice

#### Cinema
- The Path of Most Resistance, regia di Peter Kelley – cortometraggio (2006)
- Beautiful Ohio, regia di Chad Lowe (2006)
- Descent, regia di Rosario Dawson (2007)
- In Lieu of Flowers, regia di William Savage (2013)
- Missing William, regia di Kenn MacRae (2014)
- Roommate Wanted, regia di Rob Margolies (2015)
- Beyond Paradise, regia di J.J. Alani (2016)

#### Televisione
- Cin cin (Cheers) – serie TV, episodio 10x16 (1992)
- Clubhouse – serie TV, episodi 1x01-1x03-1x06 (2004-2005)
- Jonny Zero – serie TV, episodio 1x01 (2005)
- Squadra emergenza (Third Watch) – serie TV, episodio 6x17 (2005)
- Law & Order - Unità vittime speciali (Law & Order: Special Victims Unit) – serie TV, episodio 7x12 (2006)
- The Bedford Diaries – serie TV, episodio 1x5 (2006)
- Six Degrees - Sei gradi di separazione (Six Degrees) – serie TV, episodio 1x01 (2006)
- Così gira il mondo (As the World Turns) – serie TV, 96 episodi (2006)
- Greek - La confraternita (Greek) – serie TV, 74 episodi (2007-2011)
- CSI: NY – serie TV, episodio 8x14 (2012)
- CSI - Scena del crimine (CSI: Crime Scene Investigation) – serie TV, episodio 13x11 (2013)
- Ironside – serie TV, 4 episodi (2013)
- Royal Pains – serie TV, episodio 6x06 (2014)
- Chicago P.D. – serie TV, episodi 2x09-2x10 (2014)
- Mr. Robinson – serie TV, 6 episodi (2015)
- Scorpion – serie TV, episodio 3x01 (2016)
- Grey's Anatomy – serie TV, episodio 13x20 (2017)
- Graves – serie TV, 9 episodi (2017)
- Tell Me a Story – serie TV, 6 episodi (2018)

### Doppiatrice
- Robot Chicken – serie animata, episodio 4x18 (2009)
- Rick and Morty – serie animata (2013-in corso)
- Rick and Morty Simulator: Virtual Rick-ality – videogioco (2017)

## Doppiatrici italiane
Nelle versioni in italiano delle opere in cui ha recitato, Spencer Grammer è stata doppiata da:
- Francesca Manicone in Greek - La confraternita, Graves
- Chiara Colizzi in CSI: NY
- Patrizia Mottola in CSI - Scena del crimine
- Laura Lenghi in Chicago P.D.
- Giulia Franzoso in Ironside
- Mattea Serpelloni in Grey's Anatomy
- Antilena Nicolizas in Tell Me a Story

Da doppiatrice è sostituita da:
- Ughetta d'Onorascenzo in Rick and Morty